# طاحونة أبوشاهين
من اثار رشيد تاريخ طاحونة أبو شاهين الأثرية التي تقع في شارع الأمصيلي 

## تاريخ انشاءها ومنشئها
صاحبها الذي أنشأها هو عثمان أغا الطوبجي في النصف الثاني من القرن 12 هـ - 18 م، وقد خصصت لطحن الغلال.

## كيف كانت تعمل
.طاحونة أبو شاهين كانت تدار بواسطة الدواب، حيث إن نوع هذه الطواحين كانت منتشرة في مدينة رشيد في تلك الفترة وقد ألحقت هذه الطواحين بالمنازل أو اقيمت منفردة وقد كانت طواحين الأغنياء تعمل بواسطة الحيوانات أما طواحين الفقراء فقد كانت تعمل بواسطة سواعد الرجال ومن هذه الطواحين الرحيان (الرحى) أو الطواحين ذات الأذرع ومن الطواحين الباقية بمدينة رشيد طاحونة أبو شاهين.

## الوصف المعماري
وعن التوصيف المعماري للطاحونة: تطل الواجهة الرئيسية على شارع الأمصيلي ويغلق عليها باب من مصراعين من الخشب يعلوه منور من المصبعات الحديدية، ويؤدي مدخل الطاحونة إلى دركاه بها مسطحان لوضع الحبوب وذلك لتجفيفها قبل عملية الطحن، ويعلو المسطاح الغربي حجرة لإقامة الطحان يتم الصعود إليها عن طريق سلم صاعد من المدار الغربي، كما يوجد سلم صاعد أيضًا في المدار الشرقي يؤدي إلى سطح الطاحونة، ويتم الدخول بعد ذلك إلى المدارين المزودين بطاحونين كاملتي العدة والآلة
ويوجد مدارين بالطاحونة أحدهما شرقي والآخر غربي، وكل مدار مكون من حجر مستدير به فتحة في وسطه أسفل قاعدة ثابتة ذات حافة بارزة لحجز الحجر المستدير وفتحة لصب الدقيق والحجر العلوي مثبت من أسفله بعجلة صغيرة تتصل بدورها بعجلة كبيرة عبارة عن ترس من الخشب وهذه العجلة مثبتة في قائم خشبي رأسي الوضع مربع الشكل موضوع بمحور الترس الكبير «العجلة»، ويدور حول نفسه وينتهي من أعلى بإصبع خشبية تدور في ثقب داخل الجايزة.
وعن «الخشبة المستعرضة» بالطاحونة: هي كمرة خشبية تحمل أجزاء الطاحونة تتصل بالهرميس توضع على رقبة الثور أو الحصان لتحريك الهرميس لتدور الطاحونة، ومن الملاحظ أن تنفيذ فتحتين معقودين بالمدارين يرتكز عقد كل منهما على عمودين رخامين وكانتا مخصصتين لجلوس السايس الذي يشرف على التشغيل.
وقد تم تنفيذ حنايا ضحلة بالجدران التي تحيط بالمدارين لمنع احتكاك الحيوانات بها، ويتم الدخول بعد ذلك إلى المراغة (دار الدواب) أو الإصطبل الذي سقف الجزء الشرقي والجنوبي منها، ويشمل الاصطبل على طوالة وحوض مياه، ويقوم السقف على أعمدة لها تيجان، أما سقف الطاحونة فهو من الخشب المحمول على كمرات مستديرة.